# 5571 Lesliegreen
5571 Lesliegreen eller 1978 LG är en asteroid i huvudbältet som upptäcktes den 1 juni 1978 av den amerikanska astronomen Karl W. Kamper vid La Silla-observatoriet. Den är uppkallad efter Leslie Green.
Asteroiden har en diameter på ungefär 14 kilometer och den tillhör asteroidgruppen Eos.